# Oxalis dimidiata
Oxalis dimidiata là một loài thực vật có hoa trong họ Chua me đất. Loài này được Donn. Sm. mô tả khoa học đầu tiên năm 1890.